# Circuit urbain de Durban
 (juin 2021).
Si vous disposez d'ouvrages ou d'articles de référence ou si vous connaissez des sites web de qualité traitant du thème abordé ici, merci de compléter l'article en donnant les références utiles à sa vérifiabilité et en les liant à la section « Notes et références ».

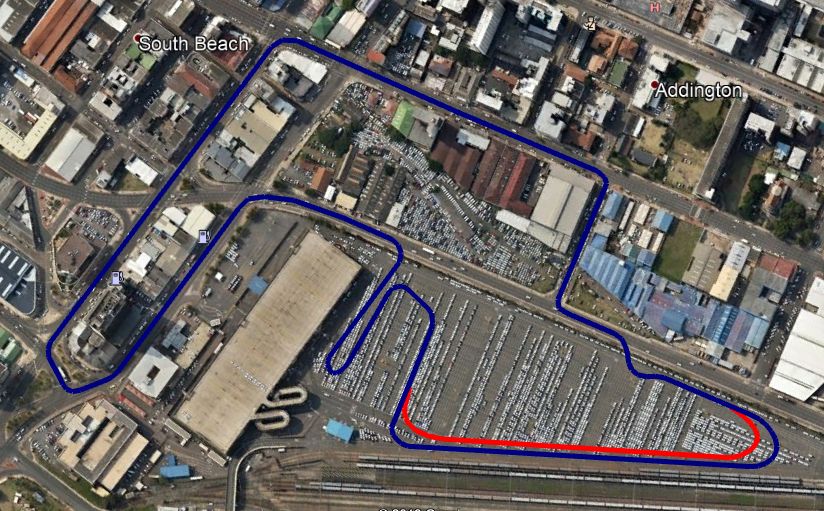
Le circuit urbain de Durban en afrique avec une grosse épingle sur le parking.

Le circuit urbain de Durban était un circuit urbain temporaire de Formule 1. Long de 3,283 kilomètres, il est situé à Durban, en Afrique du Sud, à 300 mètres de la plage nord de la ville. Le circuit et l'infrastructure ont été conçus par D3 Motorsport Development qui a également supervisé la construction du circuit chaque année. Il a été utilisé pour l'A1 Grand Prix de 2005 à 2008. La course A1 Grand Prix organisée sur ce circuit était la première course automobile internationale à routes ouvertes organisée dans le pays depuis le Grand Prix d'Afrique du Sud de 1993.
L' événement de 2006 a attiré plus de 105 000 spectateurs et a été élu meilleure manche de la saison 2005-2006 de l'A1 Grand Prix. C'était également l'un des plus grands événements sportifs de l'histoire de Durban. Des rumeurs prétendaient qu'un futur Grand Prix de Formule 1 d'Afrique du Sud serait éventuellement disputé sur le circuit urbain. Cependant, aucune source officielle n'a confirmé qu'un futur Grand Prix d'Afrique du Sud se déroulerait dans les rues de Durban. Il a été annoncé le 21 juillet 2008 que Kyalami accueillerait la manche sud-africaine de la saison 2008-09 du Grand Prix A1 au lieu du circuit urbain de Durban . 
En 2010, le circuit urbain de Durban devait accueillir une manche du nouveau Championnat du monde FIA GT1. Cependant, à la suite de retards dans l'achèvement des modifications du circuit urbain de Durban en raison de la construction de la Coupe du Monde de la FIFA 2010, l'événement sud-africain a été reporté à 2011. Un événement espagnol au tout nouveau Circuito de Navarra a été proposé en remplacement de Durban sur le calendrier, et a été confirmé lors de la réunion du Conseil Mondial du Sport Automobile de la FIA du 24 octobre. C'est ainsi que le circuit de Durban a été supprimé.